# Agadi, Hubli
Agadi là một làng thuộc tehsil Hubli, huyện Dharwad, bang Karnataka, Ấn Độ.